# Eyprepocnemis plorans
Espèce
Eyprepocnemis plorans, le Criquet nageur ou Criquet pleureur (Lamenting grasshopper en anglais), est une espèce de criquets de la famille des Acrididae et de la sous-famille des Eyprepocnemidinae. C'est le seul membre de cette sous-famille rencontré en Europe.

## Description
Il est d'une taille de 24 à 31 mm pour le mâle, 28 à 48 mm pour la femelle, de couleur brun-beige à brun-verdâtre. Il a des élytres atteignant les genoux postérieurs, marquées d'une ligne blanc verdâtre à partir de la base sur un tiers environ de la longueur, et maculées de taches foncées, plus marquées vers la base. Le pronotum a des carènes latérales bien marquées, surlignées de clair, son disque est un peu plus sombre que le reste du corps. Ses yeux sont striés verticalement, comme chez le criquet égyptien, Anacridium aegyptium, avec un trait sombre qui en descend. Les tibias postérieurs sont bleus à la base et rouges à l'extrémité, avec deux rangées d'épines blanches à pointes noires. Le côté des fémurs postérieurs est tricolore: avec une ligne sombre médiane, brun clair au-dessus et jaunâtre au-dessous. 

## Distribution
Eyprepocnemis plorans est présent dans une grande partie de l'Afrique, le Proche et le Moyen-Orient, ainsi que dans le Sud de l'Europe,: péninsule ibérique, îles Baléares, Corse et Sardaigne, Sicile, côtes de l'Italie,, Malte, Grèce et Chypre.

## Écologie
Ce criquet affectionne les zones humides, les roselières, la végétation rudérale, les marais salants, les rives, les fossés, dans les régions basses et chaudes, souvent sur les côtes, plutôt dans des structures verticales (roseaux), mais aussi dans des zones plus dégagées. Il se montre assez farouche, vole bien et montre une forte capacité de dispersion. Les adultes se rencontrent de la fin de l'été à l'automne.

## Taxinomie
Il a été décrit pour la première fois par Toussaint von Charpentier, dans son ouvrage Horae entomologicae publié à Wrocław en 1825, sous le protonyme de Gryllus plorans. 
Le nom de genre Eyprepocnemis est donné par l'entomologiste tchèque Franz Xaver Fieber en 1853, dans son ouvrage Synopsis der europäischen Orthopteren, du grec εὺπρεπήs, "beau", et κνήμη, knêmê, "tibia".
La sous-espèce nominale E. plorans plorans est présente de l'Afrique à l'Asie et à l'Europe, trois à quatre autres sous-espèces sont présentes en Afrique: E. plorans ibandana,, E. plorans meridionalis, E. plorans ornatipes et E. plorans pallida.

## Galerie

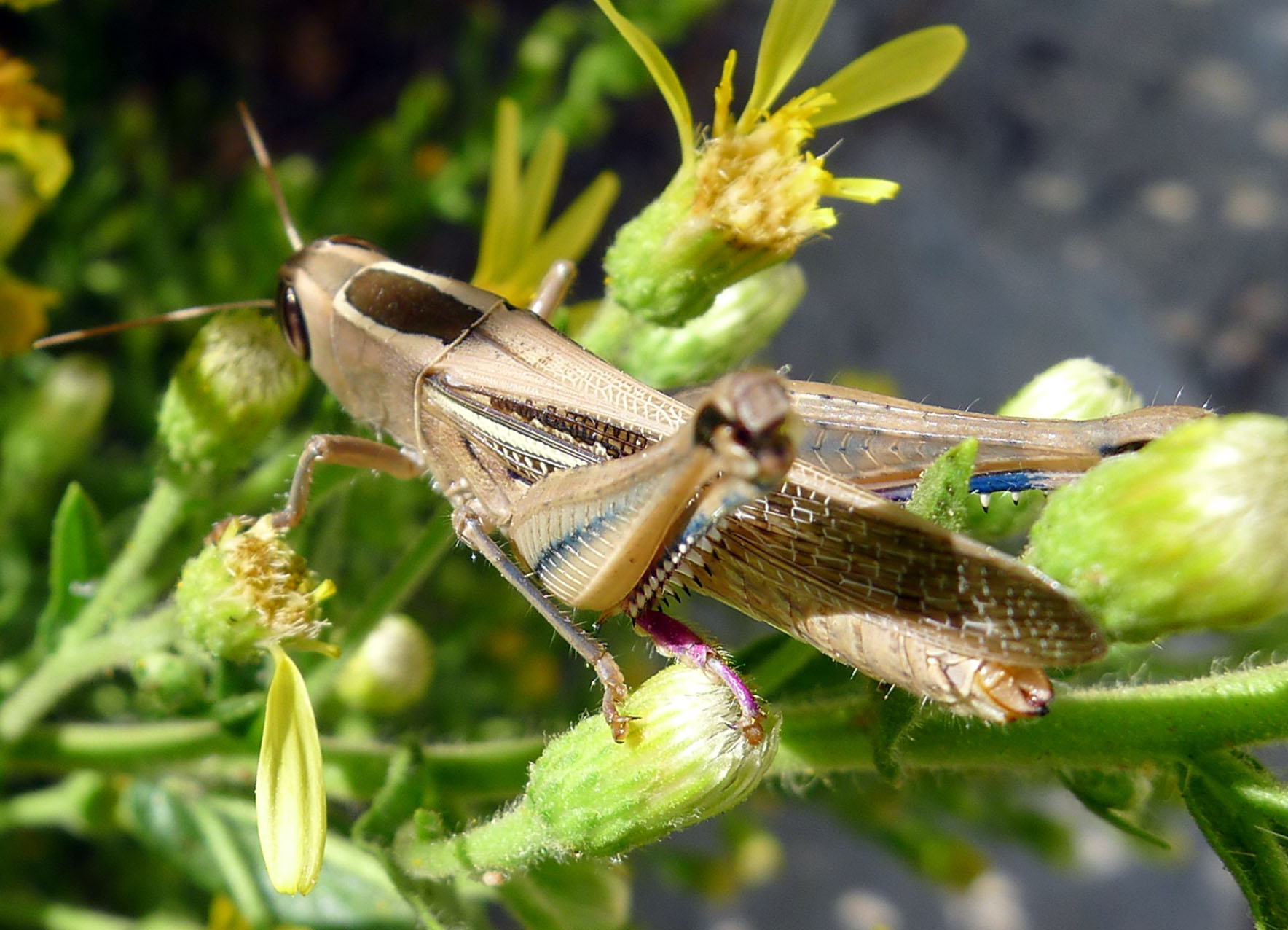
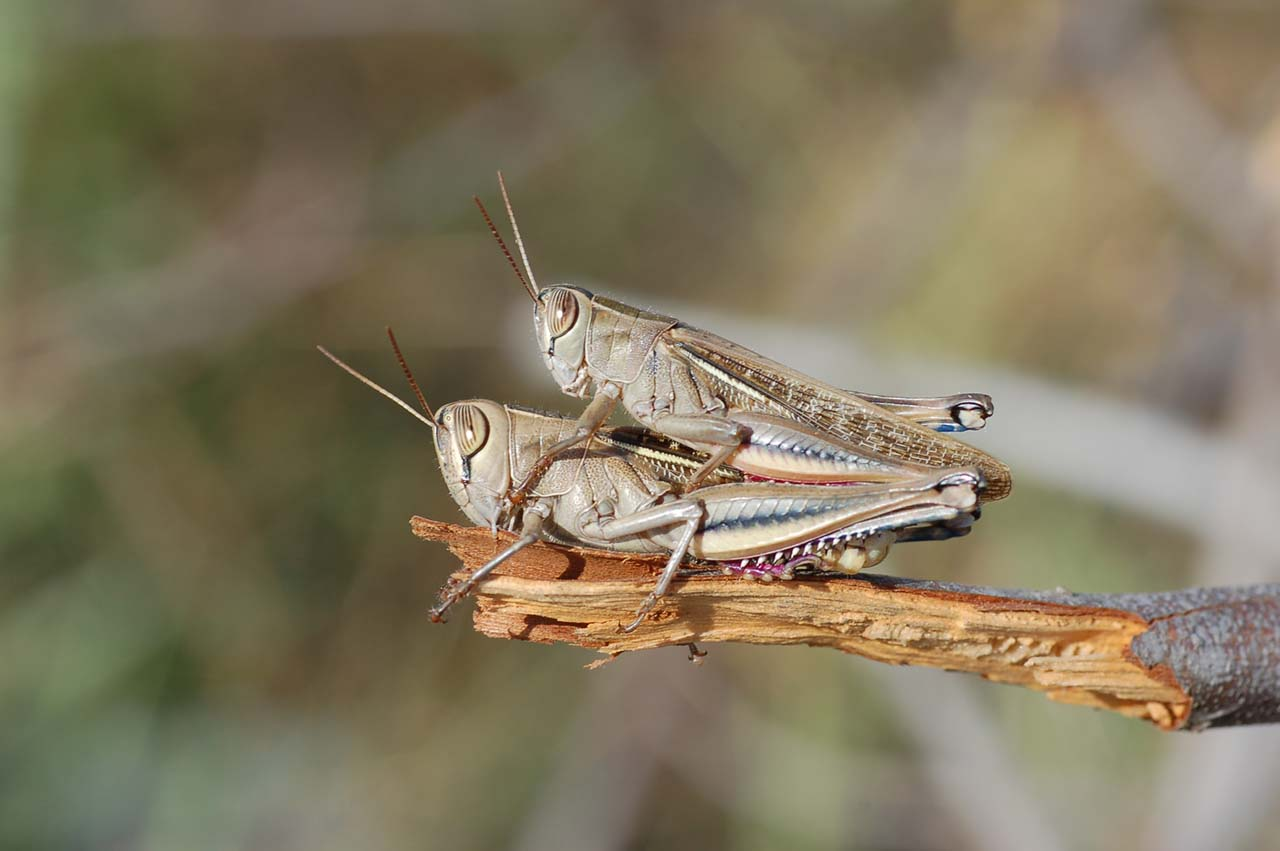
Accouplement.
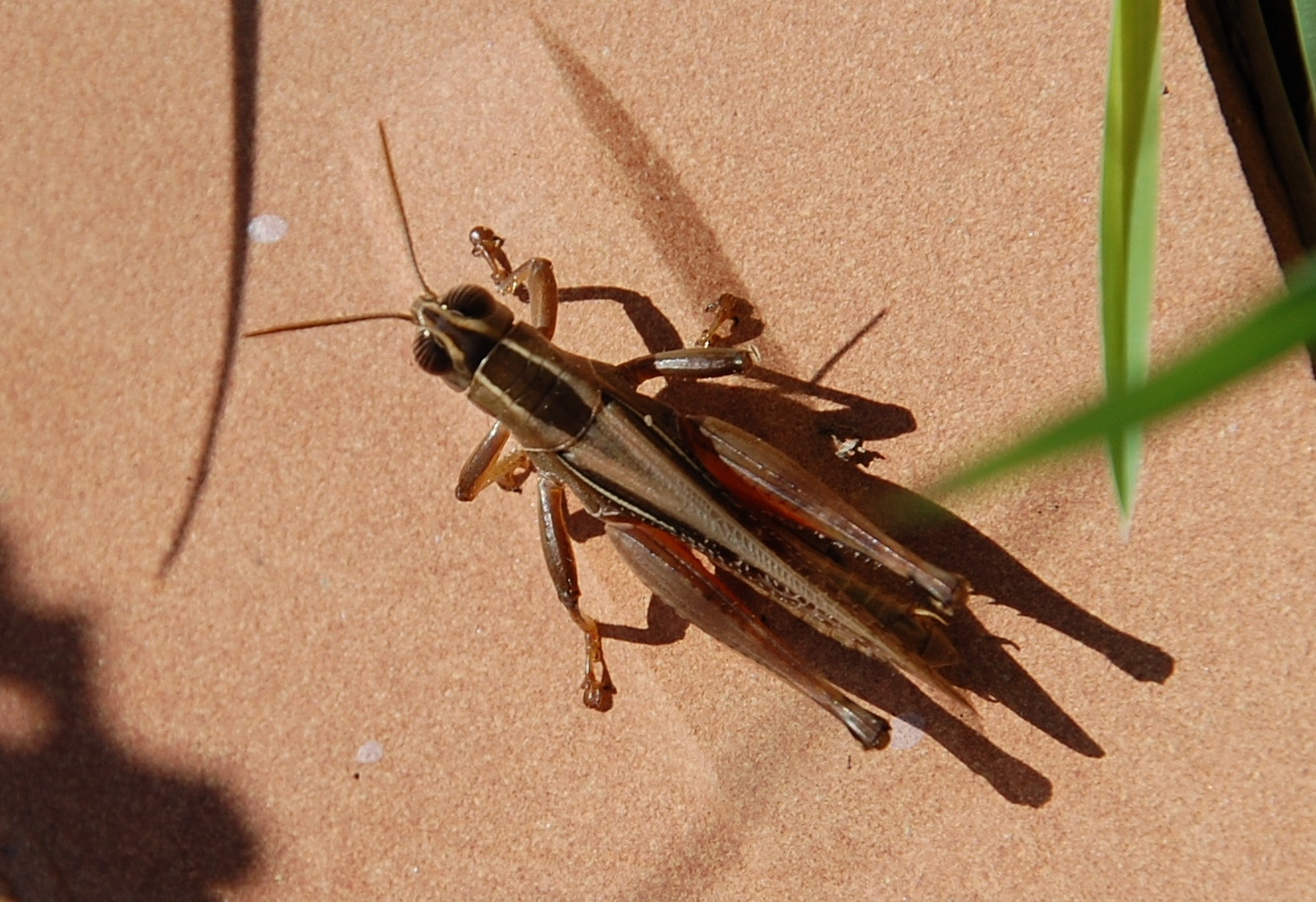
Vue de dessus.
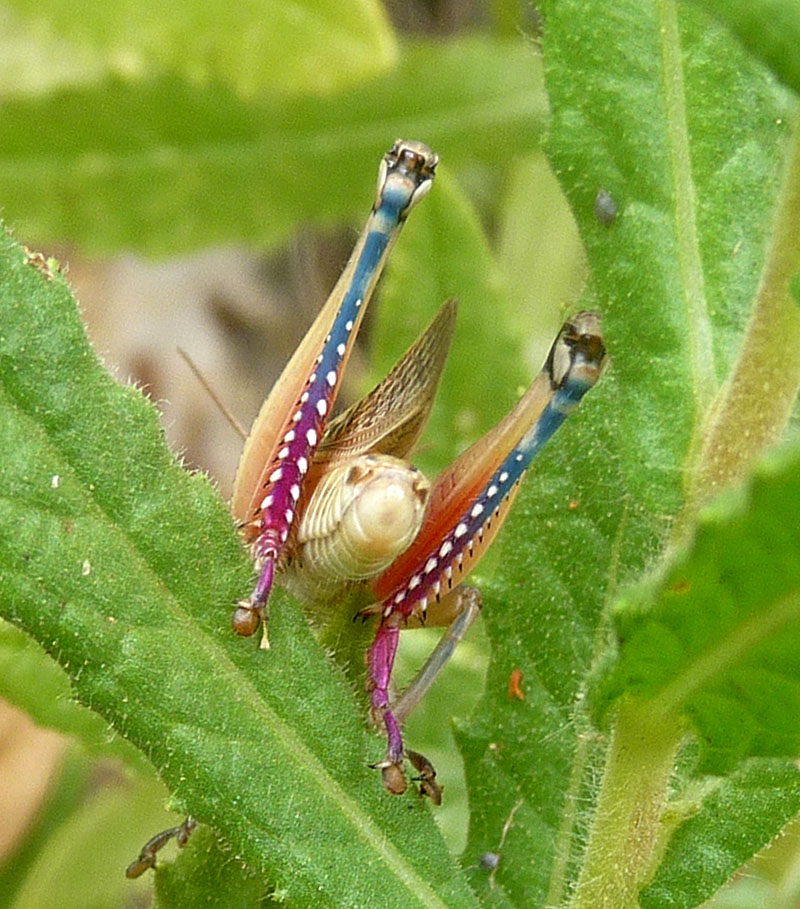
Vue des tibias.